# Женская сборная Финляндии по волейболу
Женская национальная сборная Финляндии по волейболу (фин. Suomen naisten lentopallomaajoukkue) — представляет Финляндию на международных соревнованиях по волейболу. Управляющей организацией выступает Финская ассоциация волейбола (фин. Suomen Lentopalloliitto — SLL).

## История
Волейбол появился в Финляндии в 20-х годах XX века. В 1939 году была основана Финская ассоциация баскетбола, включившая в свой состав и секцию волейбола. В 1956 образован Финский комитет волейбола, в 1957 вступивший в ФИВБ, а в 1959 преобразованный в ассоциацию.
На международную арену женская сборная Финляндии вышла в середине 1970-х годов. Первым официальным турниром, в котором она приняла участие, стал отборочный турнир чемпионата Европы 1975. Соревнования в одной из групп прошли в ФРГ с участием сборных ФРГ, Франции и Финляндии. Финские волейболистки выступили неудачно, проиграв своим соперникам оба раза со счётом 0:3.
Проведение европейского первенства 1977 года впервые было поручено Финляндии и в соответствии с этим команда страны-организатора была освобождена от квалификации. В первом же матче турнира финки обыграли сборную ФРГ в пяти партиях, но в последующих шести поединках хозяйки турнира уступили своим соперницам и замкнули турнирную таблицу соревнований, заняв итоговое 12-е место.
Чемпионат мира 1978 года прошёл в СССР и за счёт отказа ряда команд в списке участников появились вакансии, заполнить которые было предложено европейским сборным, среди которых оказалась и финская. Сборная Финляндии — дебютант мировых первенств — выступила на турнире ожидаемо неудачно, проиграв все свои 6 матчей на двух групповых стадиях. Тем не менее закончить соревнования финским волейболисткам удалось на мажорной ноте, одержав две победы в утешительном плей-офф за 21—23-е места над сборными Туниса и Бельгии. В последующие годы женская национальная команда Финляндии 5 раз пыталась преодолеть отбор на чемпионаты мира, но безуспешно.
Последним официальным турниром под эгидой ФИВБ и ЕКВ, в финальной стадии которой женская сборная Финляндии принимала участие, был чемпионат Европы 1989 года. На нём финские волейболистки провели 7 матчей и во всех потерпели поражения, выиграв за турнир лишь одну партию. С 1991 команда Финляндии регулярно участвует в квалификации континентальных первенств, но пробиться в основной турнир ей до сих пор больше не удавалось.
Лучшей волейболисткой страны за все годы является Риикка Лехтонен, на протяжении полутора десятков лет (2000—2013) выступавшая в сильнейших лигах Европы (французской, итальянской, турецкой, азербайджанской) и Японии.
В 2017 сборная Финляндии выиграла первые медали официального турнира в своей истории. Впервые приняв участие в розыгрыше Евролиги, финские волейболистки дошли до финала, где уступили сборной Украины, став серебряными призёрами соревнований.  

## Результаты выступлений

### Чемпионаты мира
| - 1952 — не участвовала - 1956 — не участвовала - 1960 — не участвовала - 1962 — не участвовала - 1967 — не участвовала - 1970 — не участвовала - 1974 — не участвовала - 1978 — 21-е место - 1982 — не участвовала - 1986 — не участвовала | - 1990 — не квалифицировалась - 1994 — не участвовала - 1998 — не участвовала - 2002 — не квалифицировалась - 2006 — не квалифицировалась - 2010 — не квалифицировалась - 2014 — не квалифицировалась - 2018 — не квалифицировалась - 2022 — не квалифицировалась - 2025 — не квалифицировалась |

### Чемпионаты Европы
| - 1949 — не участвовала - 1950 — не участвовала - 1951 — не участвовала - 1955 — не участвовала - 1958 — не участвовала - 1963 — не участвовала - 1967 — не участвовала - 1971 — не участвовала - 1975 — не квалифицировалась - 1977 — 12-е место - 1979 — не участвовала - 1981 — не квалифицировалась - 1983 — не квалифицировалась - 1985 — не квалифицировалась - 1987 — не квалифицировалась - 1989 — 12-е место - 1991 — не квалифицировалась | - 1993 — не квалифицировалась - 1995 — не квалифицировалась - 1997 — не квалифицировалась - 1999 — не квалифицировалась - 2001 — не квалифицировалась - 2003 — не квалифицировалась - 2005 — не квалифицировалась - 2007 — не квалифицировалась - 2009 — не квалифицировалась - 2011 — не квалифицировалась - 2013 — не квалифицировалась - 2015 — не квалифицировалась - 2017 — не квалифицировалась - 2019 — 17–20-е место - 2021 — 17–20-е место - 2023 — 17–20-е место - 2026 — |

- 2019: Рооса Коскело, Джессика Косонен, Саара Эско, Суви Кокконен, Криста-Михаэла Бьяррегорд-Мадсен, Эмми Рийкиля, Кайса Аланко, Катя Кюлмяахо, Лаура Пихлаямяки, Салла Карху, Пия Корхонен, Анна Чакан, Рооса-Хелена Лаакконен, Тиямари Сиевянен. Тренер — Тапио Кангасниеми.
- 2021: Анна Чакан, Катя Кюлмяахо, Суви Кокконен, Криста-Михаэла Бьяррегорд-Мадсен, Эмми Рийкиля, Кайса Аланко, Салла Карху, Пия Корхонен, Роння Хейккиниеми, Даниэла Охман, Нетта Лааксонен, Лаура Пенттиля, Ясмин Бьяррегорд-Мадсен, Георгия Андрикопулу. Тренер — Тапио Кангасниеми.

### Евролига
До 2016 в розыгрышах Евролиги сборная Финляндии участия не принимала.
- 2017 —  2-е место
- 2018 — 4-е место
- 2019 — 7–9-е место
- 2021 — отказ от участия
- 2022 — не участвовала
- 2023 — не участвовала
- 2024 — 14-е место (2-е в Серебряной лиге)

- 2017: Ийда Паананен, Ноора Косонен, Суви Кокконен, Кайса Аланко, Саана Кольонен, Лаура Пихлаямяки, Салла Карху, Пия Корхонен, Роня Хейккиниеми, Рооса-Хелена Лаакконен, Даниэла Охман, Хиллаэлина Мянтиля, Лотта Пиесанен, Роса Бьяррегорд-Мадсен. Тренер — Тапио Кангасниеми.
- 2018: Ноора Косонен, Суви Кокконен, Криста-Михаэла Бьяррегорд-Мадсен, Паулина Вилпонен, Кайса Аланко, Лаура Пихлаямяки, Салла Карху, Пия Корхонен, Роня Хейккиниеми, Рооса-Хелена Лаакконен, Даниэла Охман, Тиямари Сиевянен, Эвелина Кольонен, Нелли Рантанен. Тренер — Тапио Кангасниеми.
- 2019: Джессика Косонен, Саара Эско, Суви Кокконен, Криста-Михаэла Бьяррегорд-Мадсен, Эмми Рийкиля, Кайса Аланко, Катя Кюлмяахо, Лаура Пихлаямяки, Салла Карху, Пия Корхонен, Анна Чакан, Рооса-Хелена Лаакконен, Даниэла Охман, Тиямари Сиевянен, Хиллаэлина Хямяляйнен. Тренер — Тапио Кангасниеми.

### Северный чемпионат
Проводился в 1966—2002 по чётным годам среди сборных команд стран Скандинавии и Финляндии
- 1-е место — 1966, 1976, 1980, 1984, 1988, 1990, 1992, 1994, 1998, 2000, 2002.
- 2-е место — 1968, 1972, 1974, 1978, 1982.
- 3-е место — 1986, 1996.

### Кубок весны
Женская сборная Финляндии 4 раза становилась призёром (серебряным — в 1987, 1990 и 2000; бронзовым — в 1992) традиционного международного турнира Кубок весны (Spring Cup), который ежегодно (с 1962 для мужских и с 1973 для женских сборных команд) проводился по инициативе федераций волейбола западноевропейских стран.

## Тренеры
В списке представлены главные тренеры, возглавлявшие женскую сборную Финляндии в официальных соревнованиях.
- 1972—1978 —  Арто Кари
- 1979—1985 —  Лассе Сильвер
- 1986—1991 —  Сеппо Пулккинен
- 1991—1997 —  Йоуко Линдберг
- 1998—1999 —  Вирпи Оякангас-Палмунен
- 1999—2003 —  Пеетер Вахтра
- 2004—2006 —  Антти Раананен
- 2008—2009 —  Марко Сиивонен
- 2010—2013 —  Торе Александерсен
- 2014—2022 —  Тапио Кангасниеми
- с 2023 —  Николас Бузер

## Состав
Сборная Финляндии в соревнованиях 2024 года (Евролига, квалификация чемпионата Европы)
| №  | Имя, фамилия                 | Год рождения | Рост | Амплуа      | Клуб                        |
| -- | ---------------------------- | ------------ | ---- | ----------- | --------------------------- |
| 3  | Нетта Рекола                 | 2000         | 183  | центральная | «Кангасала»                 |
| 5  | Суви Кокконен                | 2000         | 182  | нападающая  | «Волунтари»                 |
| 6  | Джессика Косонен             | 1997         | 174  | нападающая  | «Мюлуз Эльзас» Мюлуз        |
| 7  | Эмми Ялонен                  | 1999         | 173  | связующая   | «Кангасала»                 |
| 8  | Кайса Аланко                 | 1993         | 174  | связующая   | «Хьюстон» — LOVB            |
| 9  | Ада Аронен                   | 2003         | 177  | нападающая  | «Хямеэнлинна»               |
| 10 | Лаура Пенттиля               | 2002         | 161  | либеро      | «Кангасала»                 |
| 13 | Эмилия Кяянтя                | 1999         | 172  | нападающая  | «Сатурнус Михелбеке» Бракел |
| 15 | Даниэла Охман                | 1997         | 185  | центральная | «Рапид» Бухарест            |
| 16 | Нетта Лааксонен              | 2001         | 173  | либеро      | «Хямеэнлинна»               |
| 17 | Саана Линдгрен               | 2000         | 188  | нападающая  | «Тервиль-Флоранж Олимпик»   |
| 18 | Тайя Тикка                   | 1998         | 181  | центральная | «Пуийо Воллей» Куопио       |
| 20 | Роса-Ясмин Бьяррегорд-Мадсен | 1999         | 181  | нападающая  | «Кемпер»                    |
| 21 | Беттина Юли-Сиссала          | 2000         | 181  | центральная | «ТИ-Штаудингер» Инсбрук     |
| 23 | Вийви Пюхяярви               | 1999         | 178  | нападающая  | «Кангасала»                 |
| 24 | Неэа-Мария Йоки              | 2004         | 183  | нападающая  | Клемсонский университет     |
| 26 | Хейни Ахтола                 | 2004         | 184  | нападающая  | «Кангасала»                 |
| 29 | Элли Аутере                  | 2000         | 189  | центральная | «Кемпер»                    |

- Главный тренер —  Николас Бузер.
- Тренеры — Пекка Сеппянен.